# Vâlcelele, Cluj
Vâlcelele (în trecut Buduș , în maghiară Bujdos) este un sat în comuna Bobâlna din județul Cluj, Transilvania, România.

## Istoric
Satul a aparținut în Evul Mediu domeniului latifundiar al familiei nobiliare maghiare Alparét.